# Édouard Ardaillon
Pour les articles homonymes, voir Ardaillon.
Édouard Muller Ardaillon, né le 4 mai 1867 à Mazères en Ariège et mort le 19 septembre 1926 à Oran en Algérie, est un historien, archéologue et géographe français.

## Carrière
Élève du collège catholique de garçons Sainte-Marie à Saint-André-de-Cubzac, il en sort bachelier ès lettres. Il est élève boursier lycée Louis-le-Grand de 1884 à 1887. En 1887, il entre à l'École Normale Supérieure et obtient l'agrégation en 1890 ; il intègre ensuite l'École française d'Athènes (1891-1894) où il entreprend des travaux de géographie historique et d'archéologie sur la Grèce antique.
Il se marie en juin 1894 avec une jeune fille grecque lors de son séjour à Athènes, dont il aura deux enfants.
En 1897, il soutient sa thèse sur les mines du Laurion, mines d'argent situées près d'Athènes, dont la richesse des gisements et l'exploitation intense joua un rôle déterminant dans le déploiement de la puissance athénienne à l'époque classique ; elle demeure aujourd'hui un ouvrage de référence sur le sujet. Il effectue également des fouilles dans le port de Délos, et visite les Cyclades, l'Ionie, la Lydie et Rhodes.
À partir de novembre 1896 en remplacement d'Henri Cons devenu recteur, il est chargé d'un cours de géographie à la faculté de Lettres de Lille puis devient titulaire de la chaire de géographie en 1899 ; sous sa direction, le laboratoire de géographie de cette université devient important. Il reçoit dans sa carrière les encouragements et appuis de Georges Perrot, directeur de l'École normale supérieure, de Théophile Homolle, directeur de l'École française d'Athènes, et de Charles Bayet, recteur de l'académie de Lille.
En 1905, il devient recteur de l'université de Besançonpuis il succède à Charles Jeanmaire comme recteur de l'Université d'Alger de 1908 à sa mort en 1926.

## Décorations
- Officier d'académie le 20 avril 1895
- Officier de l'Instruction publique le 13 juillet 1900
- Officier de la Légion d'honneur le 14 janvier 1922

## Publications
- Rapport sur le tremblement de terre de Zante, Annales de géographie, Paris, Colin, 1893
- Rapports sur les fouilles de Delos, Bulletin de correspondance hellénique, Paris, Thorin et fils, 1894
- Répartition des chrétiens et des musulmans dans l'île de Crète, Annales de géographie, 1897
- La question crétoise au XIXe siècle, Bulletin de la société de géographie de Lille, 1897
- Les mines de Laurion dans l'antiquité, thèse de doctorat ès lettres, Paris, Bibliothèque des Écoles françaises d'Athènes et de Rome, 1897
- Carte archéologique de l’île de Délos, 1902